# Ångström
Pour les articles homonymes, voir Å et Ångström (homonymie).
Un ångström, écrit aangstroem avec l’ancienne orthographe suédoise (typiquement parmi les nordiques et allemands sur un clavier qui n’a pas les lettres spéciales suédoises), communément angstrœm ou angström, parfois aangström (prononcé [ɑ̃gstχœm], suédois [ˈɔ̀ŋstrœm]), est une unité de longueur valant 0,1 nanomètre, soit 10−10 mètre (1 dixième de milliardième de mètre) ou encore 10−4 micromètre (1 dix-millième de micromètre), et ayant pour symbole Å.
Bien que fréquemment utilisée en physique atomique, cette unité, citée dans la brochure du BIPM jusqu'en 2006, n'a pas été sanctionnée par le Comité international ni par la Conférence générale.

## Historique

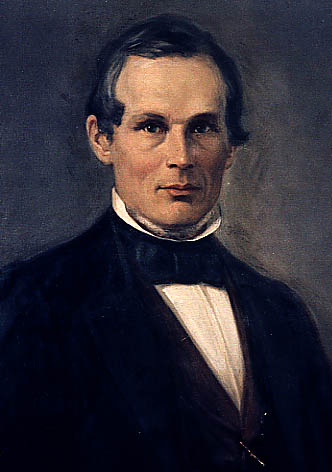
Peinture de Anders Jonas Ångström.

L’ångström fut nommé ainsi en l’honneur du physicien suédois Anders Jonas Ångström, un des inventeurs de la spectroscopie.
L’ancien ångström (dont le symbole est Å* afin de le distinguer de l’ångström moderne) était défini à partir de la longueur d’onde de la raie spectrale K-α-1 du tungstène ; cette dernière était spécifiée comme valant exactement 0,209 010 0 Å*. Ainsi :
1 Å* = 1,000 015 01 × 10−10 m ± 90 × 10−18 m.
Cette définition a été abandonnée du fait de la précision actuelle de la définition du mètre, qui s’est d’abord basée sur une raie spectrale plus fine, mesurée dans des conditions expérimentales plus strictes et normalisées, puis sur la définition de la seconde et de la constante de vitesse de la lumière dans le vide (sur laquelle s'appuie maintenant celle du mètre, car elle élimine les incertitudes sur les variétés isotopiques ou sous-baryoniques).

## Unité de mesure moderne
L'unité actuelle est basée sur le mètre du Système international, dont elle est devenue un sous-multiple exact :
1 Å = 10−10 mètre = 0,1 nanomètre = 100 picomètres = 100 000 femtomètres.
Elle est d'usage moins fréquent que le nanomètre (noté nm). Un nanomètre équivaut à un milliardième de mètre, soit 10−9 mètre, soit 10 ångströms.
L’ångström est utilisé pour les longueurs d’onde de la lumière dites « nanométriques ». En astronomie, ophtalmologie, photographie et colorimétrie, on considère que le spectre de la lumière visible est située entre 4 000 et 7 500 Å approximativement (soit 400 à 750 nm). L’unité est particulièrement bien adaptée à la lumière visible car elle évite le recours aux décimales tout en conservant une résolution suffisamment fine pour représenter toutes les distinctions observables à l’œil humain. Il existe des filtres ne laissant passer qu’une longueur d'onde précise, comme les filtres Hα à environ 6 563 Å (rouge-orangé).
L’unité est parfois utilisée aussi, de façon plus commode que le nanomètre, comme unité de mesure du rayon atomique (celui-ci variant de 0,25 à 3 Å). Toutefois, le picomètre (pm, 10−12 m) est de plus en plus utilisé en place de l'ångström pour les mesures atomiques (rayon de 25 à 300 pm) et moléculaires. Néanmoins, l'ångström reste très utilisé en cristallographie pour la mesure du paramètre cristallin.

## Symbole Unicode
La représentation Unicode recommandée est la « lettre majuscule latine A avec rond en chef » U+00C5 (Å).
Unicode inclut également le « symbole angström » en U+212B (Å). Mais ce caractère, faisant double emploi avec le symbole normalisé équivalent, est dû à une erreur d’encodage (préexistante), et conservé essentiellement pour des raisons de compatibilité et de convertibilité bijective avec certains encodages historiques, sans que cela doive générer une différence d’interprétation significative.
L’utilisation directe de la lettre U+00C5 (Å) (ou sa décomposition canonique équivalente) est plus appropriée, afin d’unifier la présentation des symboles d’unités de mesure utilisant des lettres latines normales.